# Raymond III van Tripoli

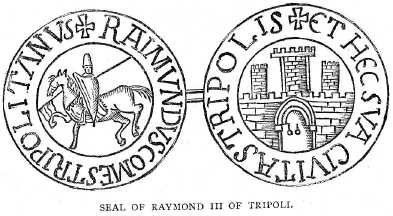
zegel van Raymond III

Raymond III van Tripoli (1140 - augustus 1187) ook bekend als Raymond van St.-Gilles was graaf van Tripoli van 1152 tot 1187 en vorst van Galilea en Tiberias, vanwege zijn huwelijk met Eschiva van Tiberias.

## Levensloop
Raymond was een telg uit de Toulouse-dynastie, een afstammeling van Raymond IV van Toulouse, de grondlegger van de kruisvaardersstaat Tripoli. Hij volgde zijn vader Raymond II van Tripoli op 12-jarige leeftijd op, nadat deze vermoord was door Assassijnen. Tot zijn 18e was zijn moeder, Hodierna van Tripoli, een dochter van Boudewijn II van Jeruzalem, tijdelijk regente.
In 1160 zocht de Byzantijnse keizer Manuel Komnenos een geschikte echtgenote en dacht aan een kandidate onder de dochters in een van de kruisvaartstaten. De twee kandidaten die hem gepresenteerd werden waren Melisende, de zus van Raymond III, en Maria van Antiochië. Zijn eerste keuze viel op Melisende en Raymond nam de onderhandelingen voor de bruiloft waar vermits er sprake was van een enorme bruidsschat als bijdrage. Ondertussen deden geruchten aan het Byzantijnse hof de ronde dat Melisende ervan verdacht werd niet de echte dochter van Raymond II te zijn, (zelfs aan Raymond werd getwijfeld), waarna de onderhandelingen werden stopgezet. Keizer Manuel trouwde daarna met Maria. Raymond die zich (en ook zijn zus) voor schut vond gezet, reageerde door tegen handelaren en galeivaarders te zeggen dat het eiland Cyprus een veilige plek was om te plunderen. Zijn zuster Melisende trad in het klooster, waar ze op vrij jonge leeftijd stierf.
In 1164 marcheerden Raymond en Bohemund III van Antiochië naar Harim om het te ontzetten van een belegering door Nur ad-Din. De kruisvaarders werden echter verslagen in de veldslag die op 12 augustus volgde. Raymond, Bohemund, Jocelin III van Edessa, Hugo VIII van Lusignan en anderen werden gevangengenomen en geherbergd in Aleppo. Raymond verbleef daar tot in 1173, wanneer er een losgeld van 80.000 gouden dukaten werd neergeteld. Gedurende zijn afwezigheid bestuurde Amalrik I van Jeruzalem als regent zijn graafschap en gaf het plichtsgetrouw weer uit handen toen Raymond vrijkwam.

## Regent van Jeruzalem
In 1174 overleed koning Amalrik en werd opgevolgd door zijn zoon Boudewijn IV, die echter nog te jong was om te regeren en bovendien leed aan lepra. Milos van Plancy, de toenmalige hoofdsenator van Jeruzalem, claimde het regentschap. Maar Raymond arriveerde al snel en eiste op zijn beurt, als volle neef van koning Amalrik, om tot regent gekozen te worden. Raymond werd hierbij gesteund door een aantal baronnen, zoals Humpfrey II van Toron, Balian van Ibelin en Reginald van Sidon. Niet lang daarna kwam Milos om in Akko en Raymond kreeg zijn benoeming.
Raymond trouwde kort daarna met Eschiva van Bures, Prinses van Galilea. Zij was weduwe van Wouter van Sint-Omer en Tiberias, wat Raymond de controle gaf over het noordelijk deel van het koninkrijk Jeruzalem met de daarbij gelegen burcht van Tiberias bij het meer van Galilea. Als heersende regent wees hij Willem van Tyrus aan als kroniekschrijver voor het koninkrijk in 1174 en het jaar erop benoemde hij hem tot aartsbisschop van Tyrus. Raymond trok zijn regentschap terug toen Boudewijn in 1176 meerderjarig werd. Raymond had een huwelijk voor Sibylla van Jeruzalem gearrangeerd met Willem van Monferrat. Willem kwam echter in 1177 te overlijden, een zwangere Sibylla met haar ongeboren zoon Boudewijn V achterlatend.

## Overige
Omdat Boudewijn IV aan lepra leed, nam Raymond af en toe nog het regentschap waar en toen Boudewijn IV stierf in 1185, werd Raymond opnieuw regent, nu voor de achtjarige Boudewijn V; de persoonlijke zorg voor de jongen echter liet hij over aan Jocelin III van Edessa. Boudewijn V overleed echter al het jaar daarop te Akko; zijn kist werd naar Jeruzalem gebracht onder begeleiding van zijn grootvader Willem V van Monferrato en Jocelin III, Raymond was echter absent.
Na de Slag bij Hattin in 1187 wist Raymond als een van de weinige edelen te ontsnappen aan Saladin. Terug in Tripoli stierf Raymond na een kort ziekbed rond augustus/september. Raymond had geen kinderen, maar hij wees zijn peetzoon Raymond, een zoon van Bohemund III van Antiochië, aan als zijn opvolger.

## In fictie
In de film Kingdom of Heaven uit 2005 wordt Raymond gespeeld door Jeremy Irons, alleen wordt hij daarin aangesproken als Tiberias en vervult hij een leidersrol in het leger van Jeruzalem.